# Parastasia sakaii
Parastasia sakaii är en skalbaggsart som beskrevs av Yuiti Wada 2004. Parastasia sakaii ingår i släktet Parastasia och familjen Rutelidae. Inga underarter finns listade i Catalogue of Life.